# فرودگاه جنپگ
فرودگاه جنپگ (به انگلیسی: Jenpeg Airport) یک فرودگاه خصوصی با کد یاتا ZJG است که یک باند فرود شن دارد و طول باند آن ۱۱۵۷ متر است. این فرودگاه در کشور کانادا قرار دارد و در ارتفاع ۲۲۲ متری از سطح دریا واقع شده‌است.